# Калвијак ан Перигор
Калвијак ан Перигор (фр. Calviac-en-Périgord) насеље је и општина у југозападној Француској у региону Аквитанија, у департману Дордоња која припада префектури Сарла ла Канеда.
По подацима из 2011. године у општини је живело 490 становника, а густина насељености је износила 33,75 становника/km². Општина се простире на површини од 14,52 km². Налази се на средњој надморској висини од 86 метара (максималној 245 m, а минималној 60 m).

## Демографија
| 1962. | 1968. | 1975. | 1982. | 1990. | 1999. | 2011. |
| ----- | ----- | ----- | ----- | ----- | ----- | ----- |
| 374   | 406   | 404   | 425   | 441   | 468   | 490   |

График промене броја становника у току последњих година